# Siegmund Adrian von Rothenburg
S. A. von Rottemburg (S. A. Freiherr von Rottemburg) est un entomologiste allemand du XVIIIe siècle né le 28 avril 1745 à Läsgen. Sa vie est très peu connue. Dans les années 1770, il a travaillé sur les collections d'un autre entomologiste allemand Johann Siegfried Hufnagel (1724-1795) en donnant des descriptions précises des spécimens recueillis par ce dernier.

## Source
- Erwähnung im Mitgliederverzeichnis der "Beschäftigungen der Berlinischen Gesellschaft naturforschender Freunde", 3 (1777): XII. [Wohnort: Klemzig bei Züllichau]